# Anna Hedin
Anna Karolina Hedin, född 23 februari 1987 i Bollnäs, är en  tidigare svensk handbollsspelare. Hon spelade som vänstersexa. 

## Karriär
Började sin karriär på hemorten i Arbrå HK som hon lämnade 2005 för att spela i svenska damelitklubben Skövde HF. I Skövde HF  tog hon ett SM-guld med 2008 och två silver (2007 & 2009). Hon lämnade Skövde 2010 men för att sedan spela i Skara HF 2011. Anna Hedin slutade spela handboll 2013.